# GOELRO
El pla GOELRO (rus: план ГОЭЛРО) és l'abreujament rus de la «Comissió Estatal per a l'Electrificació de Rússia» (Государственная комиссия по электрификации России), va ser el primer pla soviètic realitzat per la recuperació i el desenvolupament econòmic i nacional. Va arribar a ésser el prototip dels plans quinquennals subsegüents redactat per Gosplan. És un dels plans d'electrificació més ambiciosos que s'hagin realitzat, mitjançant el qual es va endur l'energia i la il·luminació a les llars de diversos milions de persones en la seva majoria camperols, en un intent d'eliminar la bretxa entre el camp i les ciutats.

## Història
Segons algunes fonts hi va haver contingències per portar a terme plans d'electrificació a Rússia abans de la revolució de 1917, però mai no es van posar en marxa, en aquell temps l'electricitat era molt poc coneguda al país, després de l'arribada dels bolxevics al poder es va començar a redactar un pla sota el mandat de Lenin, l'objectiu del qual era l'electrificació general del país, una meta que semblava quasi impossible portar a terme a causa dels múltiples problemes econòmics en el país sense comptar la guerra contra l'exèrcit blanc del tsar, però Lenin va nomenar l'electrificació general com el segon programa del partit. Ràpidament va ser creada una comissió encarregada per desenvolupar el pla GOELRO, sent aquesta presidida per Gleb Krjijanovski. El 22 de desembre de 1920; el pla va ser finalment aprovat en el VIII Congrés dels Soviets, llavors Lenin va declarar: 
| «             | El comunisme, és el poder soviètic, més l'electrificació de tot el país, ja que la indústria no pot desenvolupar-se sense electrificació. | » |
| — V. I. Lenin | |   |

El Pla va representar una reestructuració important de l'economia soviètica basada en l'electrificació total del país. L'objectiu declarat de Lenin era «... l'organització de la indústria sobre la base de la tecnologia moderna i avançada, l'electrificació que proporcionarà un vincle entre la ciutat i el país, donarà fi a la divisió entre la ciutat i el país, el farà és possible elevar el nivell de cultura en el camp i superar, també en els racons més remots de la terra, l'endarrerimen], la ignorància, la pobresa, la malaltia i la barbàrie.»

## Implantació
El pla GOELRO es va implementar durant un període de 10 a 15 anys. Segons el pla, el territori de la RSFS Russa es va dividir en vuit regions, amb diferents estratègies de desenvolupament a causa de les característiques específiques de cada regió: Regió Sud, Regió Industrial Central, Regió Nord, Regió Ural, Regió del Volga, Regió Turquestan, Regió Caucas i la regió occidental de Sibèria. El pla incloïa la construcció d'una xarxa de 30 plantes d'energia regionals, incloses deu grans centrals hidroelèctriques i nombroses empreses industrials de gran potència elèctrica.
A l'óblast de Sverdlovsk el 1949, més del 95% de les explotacions estatals i el 72% de les granges col·lectives estaven electrificades. Al 1951, es va completar l'electrificació de granges, i el 1952 el 100% del sistema multilateral de comerç de la regió va utilitzar electricitat. Al 1952, el 95% de les granges col·lectives a la regió de Sverdlovsk estaven completament electrificades.
| Indicador                                                | 1913  | 1920 | GOELRO | 1930  | 1935  | Any implantació GOELRO |
| -------------------------------------------------------- | ----- | ---- | ------ | ----- | ----- | ---------------------- |
| Producció bruta de la indústria (1913-I)                 | 1     | 0,14 | 1,8-2  | 2,5   | 5,8   | 1929–1930              |
| Capacitat de les centrals elèctriques del districte (GW) | 0,2   | 0,25 | 1,75   | 1,4   | 4,1   | 1931                   |
| Generació d'electricitat (milers de milions de kWh)      | 2,0   | 0,5  | 2,8    | 8,4   | 28,3  | 1931                   |
| Carbó (milions de tones)                                 | 29,2  | 8,7  | 62,3   | 47,8  | 109,8 | 1932                   |
| Petroli (milions de tones)                               | ?     | 3,9  | 16,4   | 18,5  | 25,2  | 1929–1930              |
| Torba (milions de tones)                                 | 1,7   | 1,4  | 18,4   | 8,1   | 18,5  | 1934                   |
| Mineral de ferro (milions de tones)                      | 9,2   | 0,16 | 19,6   | 13,7  | 26,3  | 1934                   |
| Ferro colat (milions de tones)                           | 4,2   | 0,12 | 9,2    | 5,0   | 12,5  | 1934                   |
| Acer (milions de tones)                                  | 4,3   | 0,19 | 6,5    | 5,8   | 12,6  | 1933                   |
| Paper (mil tones)                                        | 269,2 | 30,3 | 683,5  | 435,3 | 648,8 | 1936                   |

L'electricitat era pràcticament desconeguda als llogarets abans de la revolució. Els grans terratinents van instal·lar petites centrals elèctriques, però el seu número era petit.
|                                   | 1913 | 1917 | 1927   |
| --------------------------------- | ---- | ---- | ------ |
| Nombre de plantes d'energia       | 33   | 75   | 858    |
| Potència instal·lada (kW)         | 712  | 1036 | 18 500 |
| Establiments agrícoles amb servei | —    | 542  | 89 739 |
| Consum real (MWh)                 | 427  | 622  | 10 000 |

### La bombeta de llum d'Ílitx
Inventada el 1874 per l'enginyer rus Aleksandr Lodiguin, la primera bombeta de llum incandescent del món, aviat es va convertir en el símbol del pla GOELRO. L'any 1920 a començaments del pla, en un petit poble a la regió de Moscou, els camperols de Kaixin van decidir realitzar el seu propi projecte d'electrificació i van connectar aquestes bombetes per il·luminar el seu llogaret, però al no tindre cap font d'energia van decidir visitar el Kremlin de Moscou i plantejar la seva situació a Lenin en persona, qui es va sorprendre en escoltar sobre el petit projecte. Finalment va decidir proporcionar-los un generador de corrent continu.
Quan les bombetes van il·luminar les seves llars, els camperols estaven tan feliços que van enviar una invitació al Kremlin perquè Lenin visités el seu llogaret i celebrar la finalització del projecte: «... ens agradaria que pogués assistir a la posada en marxa de la llum elèctrica al poble de Kaixino i compartir amb nosaltres l'alegria que sentim en veure la llum elèctrica a les barraques del llogaret, cosa que els camperols no podien ni somniar en els temps del tsar. La seva presència seria molt apreciada.»
El 14 de novembre d'aquest any, el llogaret es va preparar per a la celebració, per a sorpresa de tots Lenin va complir la seva promesa i es va presentar al petit llogaret, en caure la nit es va acostar al generador i va veure les famoses bombetes, una mica abans d'acomiadar-se Lenin va dir:
| « | I això només és un poble. Per a nosaltres és important que el tot el país estigui inundat de llum. | » |

Aviat aquestes bombetes elèctriques arribarien a tots els pobles soviètics, però el record d'aquella visita de Lenin va fer que les persones en tots els llogarets les nomenessin com «la bombeta d'Ílich» en honor de Lenin, l'home que els va portar la llum i el futur a les seves llars.

## A la literatura
L'any 1920, Rússia va rebre la visita del famós escriptor de ciència-ficció H.G. Wells. Es va reunir amb Lenin, es va familiaritzar amb els plans per a l'electrificació extensa de Rússia i els va trobar impracticables. A l'assaig «Rússia en la boira», dedicat a aquest viatge, va dir sobre aquests plans:
| «               | El fet és que Lenin, que, com un veritable marxista, rebutja a tots els «utopistes», al final ell pròpiament va caure a la utopia, una utopia de l'electrificació. Fa tot el que està al seu abast per crear grans centrals elèctriques a Rússia, el que li donarà energia a tot el país per a la il·luminació, el transport i la indústria. Va dir que en l'ordre de l'experiència, dos districtes ja han estat electrificats. Pot vostè imaginar un projecte més atrevit en aquest vast país pla, cobert de boscos, poblat per camperols analfabets que manquen de fonts d'energia hidràulica, tècnicament no tenen gent competent, amb el comerç i la indústria quasi extints? Els mencionats projectes d'electrificació s'estan implementant a Holanda, es discuteixen- a Anglaterra, i un pot imaginar fàcilment, que en aquests països densament poblats amb indústria altament desenvolupada, l'electrificació serà reeixida, rendible i en general beneficiosa. Però la implementació d'aquests projectes a Rússia només pot ser imaginada amb l'ajut d'una súper fantasia. A qualsevol mirall màgic que miri, no puc veure aquesta Rússia del futur, però un home petit en el Kremlin si té aquest do. | » |
| — Herbert Wells | |   |